# プラサット・バイ
プラサット・バイ (Prasat Bei) は、カンボジアにあるアンコール遺跡群のうち、アンコール・トムに入場する南大門の西側にあり、バクセイ・チャムクロンの北西に位置する。寺院遺跡であるプラサット・バイは、その名（「バイ」はクメール語で「3」）のとおり3基の塔により構成される。
10世紀に、ヤショーヴァルマン1世（在位889-910年）によってシヴァ神に捧げられたヒンドゥー教寺院であり、1960年代に修復されている。

## 構造
南北一列に並ぶ煉瓦で造られた3基の四角形の祠堂はバケン様式で建てられており、中央の塔は高さ10メートルにおよぶが、北側の塔は未完成であり、また南側の塔は上部が欠落している。各祠堂の東側正面に開かれた砂岩の扉の両側は、八角形の柱で装飾され、その中央祠堂入口のまぐさ（リンテル）の中央には、3つの頭をもつゾウの上に乗ったインドラが彫られている。また、3祠堂の東側を除く他の3面には、砂岩の偽扉が見られる。基壇は24×10メートルで、ラテライトおよび砂岩からなる。